# Garde (kommun i Spanien)
Garde är en kommun i Spanien.   Den ligger i provinsen Provincia de Navarra och regionen Navarra, i den nordöstra delen av landet, 300 km nordost om huvudstaden Madrid. Antalet invånare är 169. Arean är 43 kvadratkilometer. Garde gränsar till Burgui, Roncal, Isaba, Ansó, Fago och Salvatierra de Esca. 
Terrängen i Garde är kuperad.